# Ducato di Calabria

Stemma dei duchi di Calabria, usato al tempo in cui era la casa d'Aragona a governare il regno di Napoli

Il Ducato di Calabria fu un ducato esistito in Italia nel corso del Medioevo.
In origine era uno dei territori bizantini in Italia (in seguito tramutato in thema) e comprendeva il Salento e la Calabria, mentre successivamente solo la parte meridionale di quest'ultima.
Dal 1061 divenne un possedimento normanno, retto dal duca di Calabria, all'interno del Regno di Sicilia.

## Storia

### Premesse e nascita del ducato
Con una guerra quasi ventennale (535-553) l'imperatore romano d'oriente Giustiniano I (482-565) conquistò l'Italia abbattendo il Regno ostrogoto; tuttavia, l'invasione dei Longobardi del 568 ruppe definitivamente l'unità politica della penisola. Infatti si formò un Regno longobardo, con capitale Pavia, con un territorio perlopiù controllato da un'aristocrazia fortemente autonoma e che separò geograficamente i territori, in prevalenza costieri, rimasti in mano ai romani d'oriente. Tuttavia, anche le suddivisioni amministrative di Costantinopoli videro crescere la loro autonomia: tra questi il ducato di Calabria, con capitale dapprima Otranto e successivamente Reggio, centro urbano regionale posto sulle rive del mare, conquistata nel 536 dalle truppe bizantine guidate da Belisario.
I territori italiani risultano così frammentati in una serie di nuclei locali, alcuni dei quali si avviarono a diventare stati autonomi (Ducato di Venezia, Ducato romano, Ducato di Gaeta, Ducato di Napoli, Ducato di Amalfi), mentre altri restarono sotto il governo dell'Impero bizantino (come l'Esarcato di Ravenna o il Tema di Sicilia, dal cui stratego il Ducato di Calabria sostanzialmente dipendeva).

### Il ducato bizantino

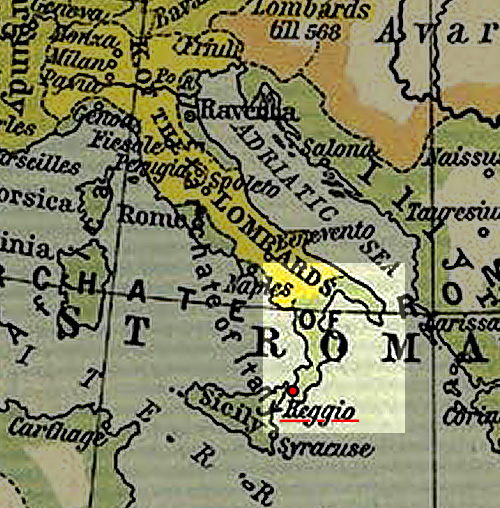
Il ducato di Calabria dopo l'arrivo in Italia dei Longobardi.

Il ducato di Calabria sorge dunque nel VI secolo aggregando la regione del Bruttium, cioè l'odierna area cosentina, con le terre ancora possedute nel Salento (la Calabria dei Romani) i cui confini settentrionali sarebbero stati costituiti dal cosiddetto "Limitone dei greci", una sorta di muraglia difensiva costruita a salvaguardia del territorio dalla minaccia dei longobardi. Il nome Calabria (che in origine designava la penisola salentina) cominciava così a essere utilizzato per designare il Bruzio, mentre il Salento prese poi il nome di Terra d'Otranto, progressivamente conquistato dai Longobardi.
Tra VIII e IX secolo i possedimenti bizantini in Italia si riducono progressivamente al solo ducato di Calabria, che comprende, da una parte la Calabria a sud della valle del Crati, e dall'altra Gallipoli e Otranto sulla fascia costiera salentina.

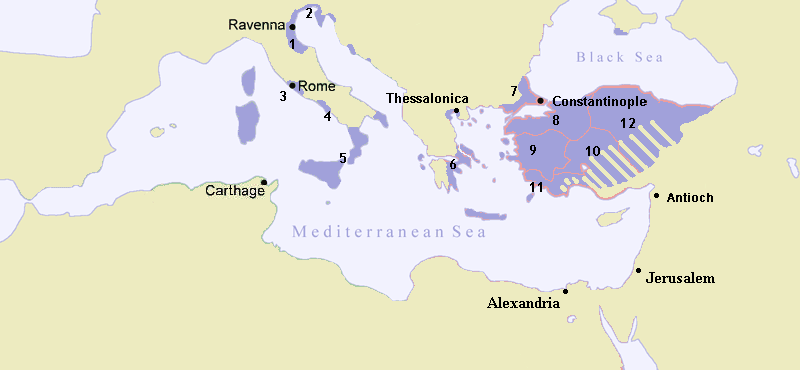
I themata nel 717.

Nel 753 infatti il sovrano dei longobardi Astolfo annette alle proprie competenze diversi territori bizantini, mentre Reggio con buona parte della Calabria restano sotto l'amministrazione di Bisanzio.
Nel corso dell'VIII secolo Reggio assurge a sede episcopale della Calabria bizantina. Nel 732-733 l'imperatore Leone III trasferisce le diocesi del thema di Sicilia, nell'ambito delle lotte iconoclaste e in conseguenza delle decisioni del concilio in Trullo, dall'obbedienza papale a quella del Patriarca di Costantinopoli; le sedi del nord della Calabria, all'epoca in mano longobarde, mantengono i legami con Roma.
Verso l'inizio del IX secolo la Calabria bizantina comprende il territorio che va da Reggio Calabria a Rossano, con capitale Reggio; mentre la rimanente parte settentrionale viene conquistata dal duca di Benevento Romualdo I intorno al 671. Il ducato di Benevento, formalmente parte del regno longobardo d'Italia fin dalla fine del VI secolo, si estende così da Cosenza a Chieti. La Calabria longobarda viene divisa nei gastaldati di Cosenza, Cassano all'Ionio e Laino che nell'849 alla spartizione del ducato entrano a far parte del principato di Salerno.
L'imperatore d'oriente Basilio I (867-886) fa di Reggio la "metropoli dei possessi bizantini dell'Italia meridionale". Intorno all'892, venne poi fondato il Thema di Langobardia, per cui i territori bizantini dell'Italia meridionale furono divisi in due themata: 	
1. Thema di Langobardia, che comprendeva la Terra d'Otranto, con capitale Bari;
2. Thema di Sicilia, che comprendeva il ducato di Calabria, con capitale Reggio.

### La lunga contesa tra arabi e bizantini
Nell'827, con lo sbarco arabo a Mazara, la Sicilia nell'arco di cinquant'anni divenne provincia musulmana e il dominio bizantino nell'Italia meridionale fu sempre in una situazione di incertezza. Anche il ducato di Calabria risentì di questa nuova situazione: gruppi di Saraceni infatti si insediarono tra l'840 e l'842 nelle città di Taranto e Bari da cui partirono scorrerie dirette verso la Calabria.
La situazione divenne ancor più precaria quando Tropea, Amantea e Santa Severina furono occupate dai Saraceni; un'armata greca sbarcata presso capo Colonna nell'880 riconquistò comunque la Sila, la Calabria settentrionale e la Lucania orientale fino a Taranto, le città occupate dai saraceni vengono invece riconquistate dal generale Niceforo Foca il vecchio nell'885.
Le conquiste del generale spostarono anche il confine longobardo-bizantino a nord della valle del Crati, in conseguenza di ciò vescovi ortodossi vengono insediati a Cosenza e a Bisignano e una nuova diocesi viene creata a Cassano all'Ionio. Nel 902 Abû el'-Abbâs (conosciuto anche come Ibrahim II ibn Ahmad), emiro di Ifriqiya, dopo aver assoggettato Taormina conquista Reggio.
L'obiettivo dell'emiro, conquistare tutto il meridione, svanisce con la morte dello stesso avvenuta pochi mesi dopo durante l'assedio di Cosenza. Segue un decennio di calma, interrotto nel 918 dalla presa di Reggio Calabria, da quest'anno lo stratego Eustazio si accorda con l'emirato siciliano per il pagamento di un tributo di 22000 nomismata in cambio della pace. Questo periodo segna comunque l'inizio di un lungo avvicendarsi di Arabi e Bizantini nel contendersi Reggio e i territori del ducato di Calabria.
Il successore di Eustazio, Giovanni Muzalon (conosciuto anche come Byzalon), trovò la morte in un periodo successivo all'ascesa al trono di Romano I Lecapeno, nel 920 o nel 921-922, a causa di una rivolta (o congiura) causata con tutta probabilità della forte pressione fiscale; un'altra ipotesi è che fu ucciso in quanto progettava di ribellarsi al basileus in accordo con gli arabi. Nel 924 il tributo all'emirato fu ridotto della metà grazie all'intervento dell'imperatore. Nel 922, approfittando della mancanza di truppe impegnate in Armenia e nella difesa di Costantinopoli dall'assedio dello Zar Simeone I di Bulgaria, viene assediata e conquistata Sant'Agata, una delle fortezze pre-aspromontane che contornavano Reggio.

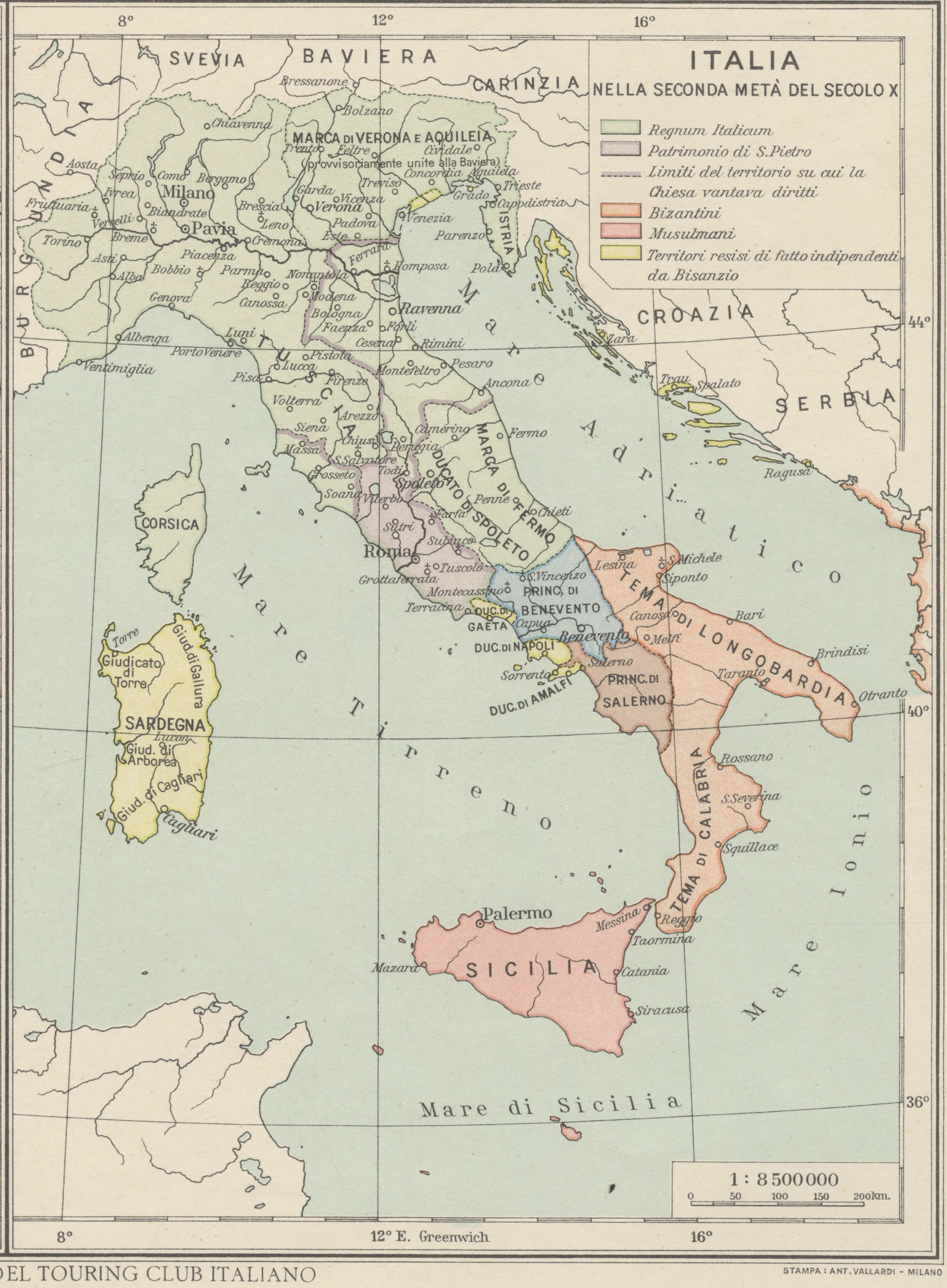
Mappa d'Italia nella seconda metà del X secolo.

Nel 929-930 l'eunuco slavo Sâbir effettuata delle scorrerie sulle coste calabresi e pugliesi. Nel 926 il principe di Salerno Guaimario II, in alleanza con il cugino Landolfo III di Capua tentò di conquistare i domini bizantini attaccando il nord della regione ma fu sconfitto, insieme ai suoi alleati, definitivamente nel 930 forse anche grazie all'intervento dei saraceni alleati questa volta degli imperiali.
Nel 934, dopo la morte del califfo fatimida al-Madhî le città calabresi cessano di pagare il tributo.
Nel 947 la Sicilia, precedentemente in rivolta, è di nuovo pacificata e il nuovo emiro kalbita Ḥasan b. ʿAlī al-Kalbī richiede il ripristino del tributo, rifiutato però dalle autorità bizantine che si preparano di conseguenza alla guerra. L'emiro reagisce e nel 951 attraversa lo stretto e occupa la città di Reggio abbandonata dai suoi abitanti, quindi prosegue verso Gerace che viene assediata e da cui ottiene il pagamento del tributo. La stessa situazione, dopo una serie di marce con cui viene raggiunto il Crati, si ripete per Cassano.
Solo nella primavera del 952 le truppe dei themata di Calabria e Longobardia, guidate dai rispettivi strateghi Pascalio e dal patrizio Malakinos, si scontrano con i saraceni, nei pressi di Gerace, venendo clamorosamente sconfitte.
Viene quindi stipulato nel 955-956, dal nuovo stratego di Calabria e Longobardia Mariano Argiro, un trattato di pace che prevede il ripristino del tributo e la costruzione, per la prima volta, di una moschea a Reggio con diritto di asilo per i musulmani. Comunque il trattato non fece terminare le incursioni saracene, anzi l'anno successivo lo stratego dovette fuggire dinanzi alle truppe congiunte di al-Kalbī e del fratello Ammâr.
La moschea venne comunque distrutta dal protocarabos Basilio nel 956-958 durante una spedizione marittima contro gli arabi siciliani.

### Il thema

Mappa del thema nell'XI secolo

Nel periodo che va dal 938 al 956 il ducato viene elevato a thema, andando a sostituire il thema di Sikelia (o Sicilia, ormai completamente dominata dagli Arabi); la nuova capitale del thema divenne Reggio. Il thema risulta diviso in tre turme a loro volta suddivise in bande o drunghi: solo una delle turme è stata identificata con precisione, si tratta di quella detta delle Saline (coincidente in parte con l'odierna piana di Gioia Tauro), avente come capoluogo la città di Sant'Agata (attuale Oppido Mamertina) fondata nel 1044.
Nel 965 scoppia una violenta insurrezione a Rossano in risposta alla pretesa dello stratego Niceforo Hexakionites di arruolare i rossanesi sulle navi chelandie; la popolazione viene perdonata per l'intervento di San Nilo e in cambio del pagamento di un tributo di cinquecento nomismata.
Nel 969 l'imperatore Ottone I di Sassonia nomina duca di Calabria il longobardo Azzo di Spoleto, il quale però non riesce a consolidare il proprio potere, scomparendo infine di scena intorno al 983-985 (probabilmente sconfitto dai Bizantini).
Nel 975 il thema di Calabria è aggregato a quelli di Langobardia e Lucania per formare il Catepanato d'Italia; nello stesso anno ed anche nel 978-981 l'emiro di Sicilia Abul-el-Qâsim saccheggia Reggio, Sant'Agata ed altri territori calabresi e pugliesi. In particolare a Sud della capitale, nella zona Macellari, non potendo logisticamente imbarcare sulle navi dei capi bovini eccedenti alle possibilità, i Saraceni ne "macellano" una gran quantità dando origine al toponimo del luogo. In risposta a queste incursioni interviene questa volta l'imperatore del Sacro Romano Impero Ottone II, a cui i bizantini non si oppongono attivamente, che viene però sconfitto nella battaglia di Capo Colonna.
Nel 986 gli arabi saccheggiano Gerace continuando l'avanzata verso nord, raggiunta Cosenza ne distruggono le mura ed entrano in Lucania e Puglia.
Nel 1006 nella zona di mare antistante Reggio avviene una battaglia navale che vede vincitori i bizantini, ma nel 1009 i saraceni rioccupano Cosenza mentre nel 1020 fu la volta di Bisignano, soltanto Rossano in questo periodo riesce a resistere agli invasori.
Nel 1025 è presente a Reggio un esercito bizantino comandato dal ciambellano Oreste nelle cui file militano truppe del thema di Macedonia e mercenari stranieri da usare per la conquista della Sicilia, ma la spedizione si risolve in un fallimento. Nel 1029 il catapano Cristoforo Burgaris viene sconfitto nelle vicinanze di Reggio ad opera degli arabi e in seguito, nel 1031, viene occupata Cassano dove viene sconfitto anche il catepano Poto Argiro. Solo lo scoppio di una guerra civile nell'emirato siciliano provoca la fine, definitiva, delle scorrerie provenienti dalla Sicilia.
Nel 1037 a Reggio il catapano Costantino Opo mobilita l'armata bizantina per aiutare l'emiro di Sicilia Ahmad al-Ahkal nella sua lotta contro il fratello Abu Hafs. Inizialmente riporta numerose vittorie ma desiste dall'impresa e ritorna sul continente con quindicimila cristiani, liberati o riscattati.

#### Cronotassi degli strateghi
- Eustazio (918-920)
- Giovanni Muzalon (o Byzalon) (921-922 ?)
- Crinito Caldo
- Pascalio[22]

### Il ducato normanno

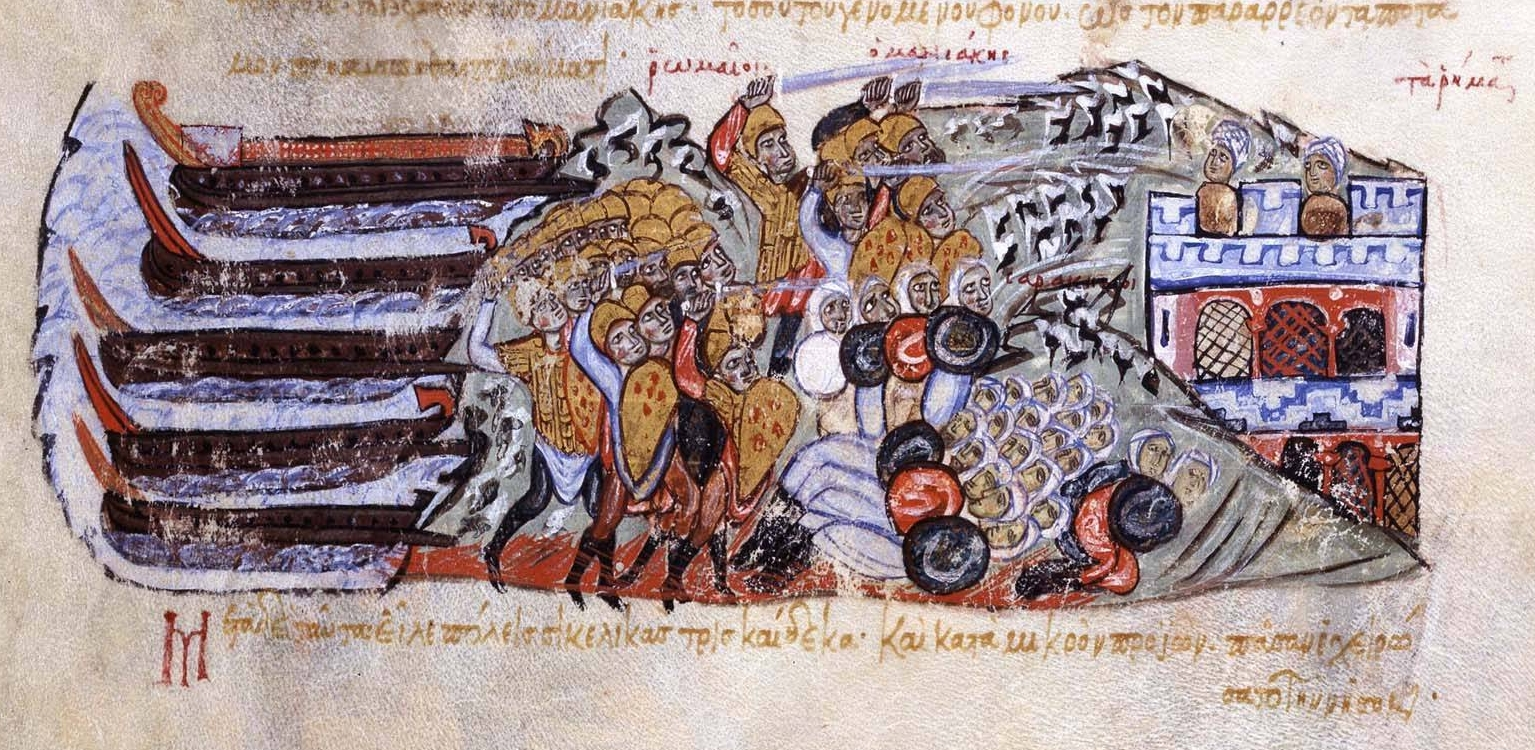
Giorgio Maniace parte da Reggio e sbarca in Sicilia.

Nel 1039 Guaimario IV, principe di Salerno e alleato bizantino, manda i cavalieri normanni guidati da Guglielmo d'Altavilla a Reggio. Qui si uniscono all'esercito del Catepano d'Italia Giorgio Maniace, composto anche da truppe italiane e longobarde che salpa da Reggio e conquista una dozzina di città siciliane tra cui Siracusa. L'esercito è anche appoggiato da una flotta al comando del cognato dell'imperatore Michele IV il patrizio Stefano.
Negli anni intorno al 1050 Roberto il Guiscardo giunge in Calabria, dove inizia a effettuare delle scorrerie; nel 1052 i normanni escono vincitori da uno scontro con le truppe imperiali nelle vicinanze di Crotone. Roberto, raggiunto dal fratello Ruggero, inizia dal 1056 un sistematico piano di conquista della regione. Successivamente conquista Catanzaro e mette a ferro e a fuoco la provincia reggina, ma non riesce a conquistare la città. Torna nel 1059 e insieme al fratello assedia Reggio, che cede a patto che i due funzionari bizantini più importanti siano lasciati liberi di andarsene, cosa che Roberto accetta: i fuoriusciti da Reggio si stabiliscono prima nel castello di Squillace, che viene assediato da Ruggero per cui i soldati bizantini si imbarcano con il favore della notte verso Costantinopoli, dopodiché la città si arrende al normanno. Con la caduta di Reggio, il Guiscardo viene proclamato ufficialmente duca, titolo confermato ad agosto da Papa Niccolò II a Melfi che nomina Roberto duca di Puglia, Calabria e Sicilia.

Possedimenti dei Normanni in Italia meridionale e in Africa a metà del XII secolo

L'anno 1061 sancisce che la Calabria è dei Normanni, suddivisa tra Roberto, Duca di Calabria, e Ruggero, Conte di Calabria. Il dominio viene esteso alle Puglie e da questo momento ha termine ogni pertinenza bizantina.
- Roberto conferma in Reggio la capitale del suo Ducato di Calabria, restaura la città, la fortifica e ne espande la cinta muraria rendendola prosperosa sede del giustizierato di Calabria;
- Ruggero è Conte di Calabria, dunque vassallo del fratello Roberto, con sede in Mileto che acquisisce il Vescovado di Vibo e Tauriana (oggi frazione di Palmi).

Nello stesso anno il Saraceno Betameno, cacciato da Catania, si rifugia a Reggio chiedendo aiuto ai Normanni, mentre alcuni capi messinesi cedono la loro città ai Normanni.
Per evitare futuri problemi bellici con i bizantini in Calabria, nel 1081 Roberto attacca Costantinopoli ma vi trova la morte (1085). Gli succede il figlio Ruggero al quale spetta l'amministrazione di Reggio, che rimane capitale e sede del Ducato di Calabria.
Nel 1088 il Saraceno Bonavert di Siracusa sbarca a Reggio distruggendo il monastero di San Nicolò sulla Punta Calamizzi e la chiesa di San Giorgio danneggiando le effigi dei Santi, ma Ruggero contrattacca ed insegue Bonavert, lo uccide in battaglia e conquista Siracusa. Per questa vittoria i reggini adottano San Giorgio a loro protettore, si dice infatti che Ruggero sarebbe stato assistito dal Santo contro Bonavert.
Dopo qualche anno il Duca Ruggero e il Papa Urbano II convincono Bruno di Colonia ad accettare la cattedra vescovile di Reggio (nel 1090 i canonici della città eleggono Bruno arcivescovo), ma più tardi egli depone la mitria per amore della sua vocazione contemplativa e con il desiderio di ritrovare al più presto la solitudine.
Nel 1121 nascono ostilità fra Ruggero II conte di Sicilia e il cugino Guglielmo, nuovo duca di Calabria; lo scontro viene risolto solo con l'intervento di papa Callisto II, che riesce a pacificare i due rivali facendoli giungere ad un accordo, secondo cui il conte di Sicilia procura al cugino uno squadrone di cavalieri con cui reprimere la rivolta di Giordano di conte di Ariano. In cambio, Guglielmo abbandona i propri possedimenti in Sicilia e Calabria. Ruggero II, già principe di Salerno, si reca a Reggio e viene riconosciuto duca di Calabria e di Puglia, Conte di Sicilia con dominio su Amalfi e Gaeta, su parte di Napoli, su Taranto, Capua e Abruzzi.
Nel 1131 Ruggero II viene incoronato Re di Sicilia e trasferisce la sua sede da Reggio a Palermo.
Nella riorganizzazione del Regno voluta dal re Ruggero nel 1147 la Calabria viene divisa in due Giustizierati entrambi dipendenti da un Maestro Giustiziere:
- Calabria, con capitale Reggio;
- Val di Crati (o Terra Giordana), con capitale Cosenza.

### Gli angioini e gli aragonesi
Sotto il dominio prima degli Angioini e quindi degli Aragonesi il ducato di Calabria eredita la suddivisione precedente nelle due province:
- Ultra Nethum, con capitale alternativamente Reggio e Catanzaro[26]
- Citra Nethum, con capitale Cosenza

In entrambe le province si distinguevano terre e città feudali (tra queste Catanzaro, Crotone, Squillace) e terre demaniali.
Nel 1307 Carlo II d'Angiò concesse al figlio Roberto il titolo di duca di Calabria e da allora tale titolo venne solitamente assunto da tutti i successivi eredi al trono. Il ducato forniva ai principi abbondanti entrate per la loro corte e spesso accadeva che fosse governato da un viceré.
Città demaniali, ossia in diretto possesso del sovrano, furono Reggio, Cosenza e Castrovillari, compresi i loro casali: in esse il re era rappresentato da un "capitano della rocca" e si eleggevano sindaci e magistrati.
Sotto l'aspetto politico la Calabria si andava assestando, anche se nel 1313 Reggio accolse Federico III di Sicilia, sbarcato in armi e nel 1319 si ribellava ancora al re di Napoli.